# Hanns Binder
Hanns Binder (* 16. März 1902 in Sulzbach, heute Sulzbach-Rosenberg; † 6. März 1987 ebenda) war ein deutscher Heimatpfleger, Volksmusikpfleger und Volksliedsammler, der vorwiegend in der Oberpfalz wirkte.

## Leben
Binder kam als zehntes Kind und einziger Sohn einer katholischen Mutter und eines evangelischen Vaters zur Welt, der drei Monate nach seiner Geburt starb. Binder absolvierte eine Lehre im Textilhaus Carl Schmid und war dann bei der Sparkasse Nürnberg und der Stadtsparkasse München tätig. 1923 kehrte er in seine Heimatstadt Sulzbach zurück und war dort als Buchhalter in der Druckerei J. E. v. Seidel beschäftigt.
Ebenfalls 1923 gründete er den interkonfessionellen Deutschen Pfadfinderbund Siedlung Sulzbach, die nach der Machtergreifung aufgelöst wurde, aber nach der Wiedergründung 1949 wieder von ihm betreut wurde. Die Gruppe bildete den Ursprung des 1990 gegründeten Stammes Graf Gebhard im Bund der Pfadfinderinnen und Pfadfinder.
Binder diente im Zweiten Weltkrieg an der Ostfront und befand sich nach Kriegsende von 1945 bis 1947 in sowjetischer Kriegsgefangenschaft, wo er auf Anton Wurzer traf. Er hatte drei Söhne und eine Tochter, die allerdings 1944 starb. Hauptberuflich war Binder zuletzt stellvertretender Direktor der Stadt- und Kreissparkasse Sulzbach-Rosenberg. Nebenbei war er wissenschaftlich, unter anderem als Stadtheimatpfleger in Sulzbach-Rosenberg tätig und zählt mit Otto Peisl und Karl Männer zu den Pionieren der Volksmusik in der Oberpfalz. Selbst wirkte er später auch als Dichter sowie Komponist. In seiner Heimatstadt erbaute er das Stadtmuseum neu auf, das er dann leitete.
Er gründete auch den Heimatverein Birgland. Die von ihm 1954/1955 nach Originalvorlagen erneuerte Tracht der Volkstanzgruppe des Heimatvereins erhielt bei der Trachtenschau in Starnberg im September 1957 die Bewertung „hervorragend“. An der Veranstaltung unter dem Ehrenprotekorat des Herzogs Albrecht von Bayern und unter Schirmherrschaft des Bayerischen Ministerpräsidenten Wilhelm Hoegner hatten über 90 Vereine und Trachtengruppen aus Bayern, Österreich und aus Südtirol teilgenommen. In Verbindung mit dem Heimatverein belebte Binder beispielsweise 1958 dann die Woizkirwa und ebenfalls in den 1950er Jahren das Ritual des Winteraustreibens im ehemaligen Landkreis Sulzbach-Rosenberg wieder. Ebenfalls rief er mit dem Verein das jährliche abgehaltene adventliche Singen und Musizieren der Sulzbach-Rosenberger Zeitung im Foyer der Sulzbach-Rosenberger Volkshochschule hervor und initiierte mehrere Besuche des Heimatvereins ins europäische Ausland, der beispielsweise 1971 bei der Gründungsveranstaltung der Partnerschaft des ehemaligen Landkreises Sulzbach-Rosenberg mit dem ehemaligen französischen Wahlkreis Kanton Maintenon auftrat.
Auf Initiative des Bayerischen Rundfunks moderierte er in seinen Funktionen über 40 Volksmusik-Sendungen. Auch sein Sohn Siegfried Binder (* 1938) produzierte mehrere Volksmusik-Sendungen für die Abteilung Volksmusik des Bayerischen Rundfunks.

## Volksmusik
Binder schrieb auch selbst Texte und Melodien zu Volksliedern. Bekannt ist eine Schallplattenaufnahme mit dem Titel Zwiefache aufgspielt und gsunga Folge IV (Tonomatic) aus den 1970er Jahren mit einer Version des Zwiefachen Druntn beim Schwanenwirt, die 1960 von Ernst Büchel getextet und von Binder ergänzt wurde. Für den Zwiefachen Oan Wiegl Werg schrieb er 1974 die Melodie. Ebenso bekannt ist eine Version des Zwiefachen Schaufestui, Schaufestui, brich nit, brich nit, den die Vollmauer Musikanten unter dem Titel Schubkarrn veröffentlichten, dessen dritte Strophe von Binder getextet wurde. Auch die zweite Strophe des Volksmusikstücks in Nordoberpfälzer Mundart D'Kouh hot g'lacht stammt von ihm.

## Publikationen
- Nia't laata Sunnaschei'! Kulturpreis der Stadt Sulzbach-Rosenberg 1977. Kopp, Sulzbach-Rosenberg, 1978.

Binder verfasste auch das Krippenspiel D’Herbergssouch in Oberpfälzer Mundart, das in der Region aufgeführt wird. Seine gesammelten „Bairischen“ (Sonderform des Zwiefachen) veröffentlichten Adolf J. Eichenseer und Wolfgang A. Mayer 1976 in ihrem Buch Volkslieder aus der Oberpfalz und angrenzenden Gebieten, Band 1: Gesungene Bairische.

## Auszeichnungen
- 1972: Nordgau-Kulturpreis der Stadt Amberg in der Kategorie „Heimatpflege“[18]
- 1972: Ehrenurkunde für besondere Verdienste des ehemaligen Landkreises Sulzbach-Rosenberg von Landrat Karl Winkler
- 1973: Bundesverdienstkreuz am Bande (13. April 1973); für stilgerechte Heimatpflege[19]
- 1973: Goldene Verdienst-Medaille des Bayerischen Rundfunks; für stilgerechte Volkstumspflege
- 1977: Kulturpreis der Stadt Sulzbach-Rosenberg (12. November 1977)
- 1978: Stadtmedaille von Épernon, Frankreich (28. Mai 1978)[20]
- 1984: Bezirks-Ehren-Medaille der Regierung der Oberpfalz; für vorbildliches Arbeiten auf allen Gebieten der Oberpfälzer Heimatpflege
- Johann-Andreas-Schmeller-Medaille des Landkreises Tirschenreuth; für die Vorbereitungen zum Bayerischen Wörterbuch
- Goldene Verdienstmedaille, Bayerischer Landesverein für Heimatpflege[9]